# Wilhelm Schmuck
Wilhelm Schmuck (* 1. Mai 1575 in Suhl; † 26. Dezember 1634 in Leipzig) war ein deutscher Rechtswissenschaftler.

## Leben
Schmuck war ein Sohn des Suhler Kaufmanns Wendel Schmuck und dessen Frau Margaretha (geb. Horneiffer). Nach dem Tod seines Vaters, übernahm sein Bruder Johann Schmuck die Führung des familiären Haushalts. Dieser ermöglichte ihm eine erste Ausbildung auf der Suhler Stadtschule, welche damals unter der Leitung des Rektors Nikolaus Funck stand. Anschließend frequentierte er unter den Rektoren Wolfgang Müller (1544–† 29. April 1591) und Johann Faber (19. Februar 1566–2. März 1625) die fürstlich Hennebergische Landesschule in Schleusingen. Diese verließ er 1595, um an die Universität Leipzig zu ziehen, wo er bereits im Wintersemester 1591 deponiert worden war. Gefördert durch seinen Bruder Jacob Schmuck (19. Oktober 1571 – 16. Mai 1599) und seinen Cousin Vincentius Schmuck, absolvierte er am 29. März 1595 das Baccalaurat der Philosophie und avancierte im Wintersemester 1596 zum Magister der philosophischen Wissenschaften. Anschließend begann er ein Studium der Rechtswissenschaften.
Hierzu begab er sich am 7. Januar 1599 an die Universität Wittenberg. In jener Zeit lehrten dort unter anderem Bartholomäus Reusner, Johann Zanger der Jüngere und Lucas Beckmann die Rechte. Am 6. Mai 1601 setzte er seine Studien an der Universität Marburg, unter anderem bei Hermann Vultejus, fort. Nach Leipzig zurückgekehrt wurde er 1605 Assessor der juristischen Fakultät. Als solcher übernahm er am 23. Juni 1606, im Sommersemester 1606, das Rektorat der Leipziger Hochschule. Dieses Amt sollte er in der Folge auch im Sommersemester 1612, 1624 und 1628 ausüben, sowie ab 1608 öfter das Dekanat der juristischen Fakultät führen. Nachdem er am 9. Mai 1611 zum Lizenziat und am 30. März 1612 zum Doktor der Rechte promoviert wurde, erhielt er 1614 ein Kollegial am Leipziger kleinen Fürstenkollegium. 1618 wurde er ordentlicher Professor des öffentlichen Rechts, der Pandekten und erhielt 1633 das Universitätsehrenamt eines „Präpositus magnus“, als Verwalter der Leipziger Universitätsdorfschaften. In Folge von Mangelerscheinungen starb er an Skorbut.

## Familie
Schmuck verheiratete sich am 24. August 1612 in Leipzig mit Gertraud Lindner (* 29. September 1591 in Schulpforta; † 26. Dezember 1631 in Leipzig), der Tochter des Johann Lindner (* 26. März 1554 in Dresden; † 18. Juni 1623 in Naumburg) und der Elisabeth Klodt († 1. April 1615 in Naumburg). Aus der Ehe stammen Kinder. Von diesen kennt man:
- Catharina Schmuck (* 5. November 1621 in Leipzig; † 6. Februar 1664 ebd.) ⚭ 21. Mai. 1644 mit Friedrich Leibnütz (* 24. November 1597 in Altenberg; † 5. September 1652 in Leipzig)
- Anna Schmuck († 1683 in Meißen, begr. 15. Februar 1683 ebd.) ⚭ 1651 mit dem späteren (1662) Superintendenten in Meißen, Matthias Zimmermann (* 21. September 1625 Eperies/Ungarn; † 24. Oktober 1689 in Meißen)[6]
- Elisabeth Schmuck (* 26. November 1617 in Leipzig; † 30. August 1654 in Jena) ⚭ 16. September 1645 den Prof. jur. Johann Strauch II.

## Werke (Auswahl)
- Disputatio De Pactis. Cober, Leipzig 1618 (digitale.bibliothek.uni-halle.de).
- Disputatio Iuridica Sesquidecuriam Illustrium Quaestionum controversissimarum in Materia Servitutum Tam urbanorum Quam Rusticorum Praediorum Continens. Cober, Leipzig, 1618 (diglib.hab.de).
- Theses De Donationibus Tam In Genere Quam in Specie. Georg Liger, Leipzig 1618 (digitale.bibliothek.uni-halle.de).
- Disputatio Iuridica. De Iure Minorum Ex Tit. IV. Lib. IV. D. inprimis depromta. Leipzig 1619 (* Pirna; † März 1643 in Dresden) (digitale.bibliothek.uni-halle.de).
- Methodicae Tractationis De Gerada Pars Prima De Nomine, Etymo, origine, historia, jure, definitione ac fine Geradae. Johann Glück, Leipzig 1621 (gdz.sub.uni-goettingen.de).
- Disputatio Iuridica De Donatione Inter Vivos Seu Simplice. Janosius, Leipzig 1621.
- Disputatio De Possessione. Johann Glück, Leipzig, 1621 (gdz.sub.uni-goettingen.de).
- Decades Duae Quaestionum Iuridicarum ex variis iuris nostri voluminibus depromtarum. Johann Glück, Leipzig 1622.
- Theses De Castris Eorumque Iure. Janosius, Leipzig 1622.
- Disputatio Iuridica De Rei Vindicatione. Bavarica, Leipzig 1622 (digitale.bibliothek.uni-halle.de).
- Disputatio Iuridica De Usucapionibus sive longi temporis praescriptionibus. Glück, Leipzig 1622 (digitale.bibliothek.uni-halle.de).
- Commendatio Sebastiani Almeri Bremensis. Leipzig 1622 (gdz.sub.uni-goettingen.de).
- Deo Ter Opt. Max. Auxiliante & prosperante Disputatio Iuridica, De Emptione & Venditione, in certas & maxime utiles Questiones distributa. Paul Schedtler, Leipzig 1623.
- Disputatio De Iure Dotium. Bavarica, Leipzig 1623 (digital.slub-dresden.de).
- Disputatio Iuridica De Tutelis. Bavarica, Leipzig 1623 (digital.ub.uni-leipzig.de).
- Disputatio Iuridica De Actionibus In Genere. Georg Liger, Leipzig 1624 (digitale.bibliothek.uni-halle.de).
- Disputatio Iuridica De Possessione. Abraham Lamberg, Leipzig 1624.
- Disputationem hanc De Fructibus. Leipzig 1625 (digital.slub-dresden.de).
- Disputatio Juridica, De Testamentis. Ritzsch, Leipzig 1627 (digitale.bibliothek.uni-halle.de).
- Disputatio Iuridica, De Usucapionibus. Henning Große, Leipzig 1627 (digital.slub-dresden.de).
- Disputatio Iuridica. De Possessione. Gregor Ritzsch, Leipzig 1627 (gdz.sub.uni-goettingen.de).
- Synopsis Universi Iuris Civilis: Qua per Pandectas, Codicem & Institutiones Iustinianeas, quid uniuscuiusque horum voluminum Libri & librorum tituli in se contineant, quoq[ue] artificio sibi invicem cohaereant, brevissime at perspicue satis, ostenditur, & Tabulis tam generalibus ad singula volumina, quam specialibus ad libros cuiusque voluminis per singulos titulos explicatur, In Usum Studiosae iuventutis …. Zacharias Schürer (Erben), Matthias Götze, Gregor Ritzsch, Leipzig 1629.
- Disputatio Iuridica, De Quaestionibus. Abraham Lamberg (Erben), Leipzig 1630.
- Synopsis In Ius Canonicum Decretum, Decretales, Et Reliquas Eius Partes: Non solum originem, historiam, varietatem, progressum & incrementum eius aperiens; sed & singulorum voluminum per singulas horum Sectiones & Libros, librorumq[ue] titulos, Scopum & summas, nec non connexiones eorundem tam in genere, quam specie pro iuvanda memoria dilucide monstrans, Adornata / Opera. Zacharias Schürer (Erben) & atthias Götze, Leipzig, 1631 (digitale.bibliothek.uni-halle.de).
- Disputatio Juridica De Fructibus. Ritzsch, Leipzig 1631.